# جون أندرسون جيلفيلان
جون أندرسون جيلفيلان (بالإنجليزية: John Anderson Gilfillan)‏ هو سياسي نيوزلندي، ولد في 1793، وتوفي في 1863.